# Japan i olympiska vinterspelen 1968
Japan deltog med 61 deltagare vid de olympiska vinterspelen 1968 i Grenoble. Ingen av landets deltagare erövrade någon medalj.